# International Components for Unicode
International Components for Unicode (ICU, internacionalizační komponenty pro Unicode) je projekt vyspělé multiplatformní knihovny s otevřeným zdrojovým kódem pro jazyky C/C++ a Java pro podporu Unicode, internacionalizaci a globalizaci softwaru. ICU podporuje množství operačních systémů a prostředí. ICU poskytuje aplikacím v jazycích C, C++ a Java stejné výsledky na všech platformách. Projekt ICU je sponzorovaný, podporovaný a používaný firmou IBM a mnoha jinými společnostmi.
ICU poskytuje následující služby: zpracovávání textu v Unicode, úplné vlastnosti znaků a konverze znakových sad; regulární výrazy v Unicode; kompletní sady Unicode; hranice znaků, slov a řádků; jazykově specifické abecední řazení a vyhledávání; normalizace, převody mezi malými a velkými písmeny a transliterace písem; vyčerpávající locale data a architektura balíků prostředků používajících Common Locale Data Repository (CLDR); complex text layout pro arabštinu, hebrejštinu a indická a thajská písma; práce s kalendáři a časovými zónami; na pravidlech založené formátování a analýza dat, časů, čísel, peněžních údajů a zpráv.
ICU poskytuje širší internacionalizační prostředky než standardní knihovny pro C a C++.

## Počátek a vývoj
ICU je odvozeno z frameworků pro C++ vytvořených firmou Taligent v polovině 90. let 20. století. Poté, co se na začátku roku 1996 stal Taligent součástí IBM, a Sun Microsystems „potřeboval podporu internacionalizace a lokalizace pro svůj nový jazyk Java, využily obě firmy faktu, že Taligent disponuje vynikající internacionalizační technologií a talentovanými inženýry a sídlí asi 100 metrů od oddělení JavaSoft firmy Sun v Cupertinu v Kalifornii. Skupina Text a internacionalizace z vývojářů firmy Taligent tak vytvořila internacionalizační třídy pro Java Development Kit.“ Některé kódy pro zpracování textů, formátování dat a další vlastnosti knihovny ICU byly přepsány v jazyce Java a daly základ internacionalizačnímu API pro JDK 1.1. Značná část tohoto kódu stále existuje v balíčcích java.text a java.util. Další internacionalizační vlastnosti byly přidávány v každém dalším vydání jazyka Java.
Programátoři firmy IBM přepsali internacionalizační třídy pro jazyk Java do jazyka C++ a některé třídy převedli na funkce v jazyce C. Takto vzniklá verze knihovny ICU pro C/C++ je známa jako ICU4C („ICU pro jazyk C“), původní verze pro Javu jako ICU4J („ICU pro Javu“). ICU4J doplňuje vlastnosti chybějící ve standardních knihovnách jazyka Java. Verze ICU pro jazyk C a pro Javu si jsou velmi podobné, ale ne identické; ICU4C například obsahuje API pro regulární výrazy, které v ICU4J není. Oba frameworky byly postupně vylepšovány, aby podporovaly nové prostředky a nové vlastnosti kódování Unicode a Common Locale Data Repository (CLDR).
ICU byl vydán jako projekt s otevřenými zdrojovými texty v roce 1999 pod jménem IBM Classes for Unicode. Později byl přejmenován na International Components for Unicode.